# Paolo Rossi
Paolo Rossi (23. září 1956 Prato – 9. prosince 2020 Siena) byl italský fotbalista, sportovní manažer a televizní komentátor, který hrál na postu útočníka. S národním týmem se zúčastnil třech turnajů na MS (1982 je vyhrál).
Na vítězném turnaji MS 1982 se stal nejlepším střelcem. Ve stejném roce také vyhrál Zlatý míč (stal se třetím Italem který vyhrál). Na klubové úrovni byl Pablito také plodným střelcem týmu Vicenza. V roce 1976 oba kluby (Juventus a Vicenza) podepsali dohodu o spoluvlastnictví za rekordní poplatek (1 750 000 Liber). Stal se prvním hráčem, který ve dvou sezónách v řadě dosáhl na nejlepšího střelce ve druhé a první lize. S klubem Juventus FC získal dva tituly, jeden domácí pohár a také evropské trofeje: poháry PMEZ, PVP a Superpohár UEFA. Byl zapleten do skandálu Totonero. Dostal tříletý zákaz hraní, ale po odvolání dostal dvouletý zákaz.
Ve zvláštním žebříčku nejlepších fotbalistů dvacátého století zveřejněném časopisem World Soccer obsadil 42. místo. V roce 2004 byl zařazen do FIFA 100, seznamu 125 nejlepších žijících hráčů, které vybrali Pelé a FIFA u příležitosti stého výročí federace. Byl také zařazen do online ankety, pořádané UEFA UEFA Golden Jubilee Poll k oslavě nejlepších hráčů v Evropě za posledních padesát let. Spolu s Baggiem a Vierim drží italský rekord ve vstřelení 9 branek na MS a stal se prvním hráčem který ve stejném roce vyhrál MS, titul nejlepšího střelce této soutěže a Zlatý míč.

## Přestupy
- - z Juventus FC do SS Lanerossi Vicenza za 2 650 000 Euro
  - z SS Lanerossi Vicenza do Juventus FC za 1 750 000 Euro

## Hráčská statistika
| Sezóna  | Klub     | Liga    | Liga   | Liga | Ligové poháry | Ligové poháry | Ligové poháry | Kontinentální poháry | Kontinentální poháry | Kontinentální poháry | Celkem | Celkem |
| Sezóna  | Klub     | Soutěž  | Zápasy | Góly | Soutěž        | Zápasy        | Góly          | Soutěž               | Zápasy               | Góly                 | Zápasy | Góly   |
| ------- | -------- | ------- | ------ | ---- | ------------- | ------------- | ------------- | -------------------- | -------------------- | -------------------- | ------ | ------ |
| 1972/73 | Juventus | Serie A | 0      | 0    | IP            | 0             | 0             | PMEZ                 | 0                    | 0                    | 0      | 0      |
| 1973/74 | Juventus | Serie A | 0      | 0    | IP            | 1             | 0             | PMEZ                 | 0                    | 0                    | 1      | 0      |
| 1974/75 | Juventus | Serie A | 0      | 0    | IP            | 2             | 0             | UEFA                 | 0                    | 0                    | 2      | 0      |
| 1975/76 | Como     | Serie A | 6      | 0    | IP            | 0             | 0             | -                    | 0                    | 0                    | 6      | 0      |
| 1976/77 | Vicenza  | Serie B | 36     | 21   | IP            | 6             | 2             | -                    | 0                    | 0                    | 42     | 23     |
| 1977/78 | Vicenza  | Serie A | 30     | 24   | IP            | 4             | 2             | -                    | 0                    | 0                    | 34     | 26     |
| 1978/79 | Vicenza  | Serie A | 28     | 15   | IP            | 3             | 2             | UEFA                 | 1                    | 0                    | 32     | 17     |
| 1979/80 | Perugia  | Serie A | 28     | 13   | IP            | 4             | 0             | UEFA                 | 4                    | 1                    | 36     | 14     |
| 1981/82 | Juventus | Serie A | 3      | 1    | -             | 0             | 0             | -                    | 0                    | 0                    | 3      | 1      |
| 1982/83 | Juventus | Serie A | 23     | 7    | IP            | 11            | 5             | PMEZ                 | 9                    | 6                    | 43     | 18     |
| 1983/84 | Juventus | Serie A | 30     | 14   | IP            | 7             | 0             | PVP                  | 9                    | 2                    | 46     | 15     |
| 1984/85 | Juventus | Serie A | 27     | 3    | IP            | 6             | 2             | PMEZ+ES              | 9+1                  | 5                    | 43     | 10     |
| 1985/86 | Milán    | Serie A | 20     | 2    | IP            | 3             | 1             | UEFA                 | 3                    | 0                    | 26     | 3      |
| 1986/87 | Verona   | Serie A | 20     | 4    | IP            | 7             | 3             | -                    | 0                    | 0                    | 27     | 7      |
| Celkově | Celkově  | Celkově | 251    | 103  | -             | 54            | 17            | -                    | 36                   | 14                   | 341    | 134    |

## Reprezentační statistika

### Statistika na velkých turnajích
| Reprezentace | Rok  | Zápasy                        | Zápasy | Zápasy     | Zápasy           | Zápasy           | Zápasy   |
| Reprezentace | Rok  | Fáze turnaje                  | Datum  | Soupeř     | Odehraných minut | Vstřelené branky | Výsledek |
| ------------ | ---- | ----------------------------- | ------ | ---------- | ---------------- | ---------------- | -------- |
| Itálie       | 1978 | 1 zápas ve skupině            | 2. 6.  | Francie    | 90               | 1                | 2:1      |
| Itálie       | 1978 | 2 zápas ve skupině            | 6. 6.  | Maďarsko   | 90               | 1                | 3:1      |
| Itálie       | 1978 | 3 zápas ve skupině            | 10. 6. | Argentina  | 90               | 0                | 1:0      |
| Itálie       | 1978 | 1 zápas v semifinálové fáze   | 14. 6. | NSR        | 90               | 0                | 0:0      |
| Itálie       | 1978 | 2 zápas semifinálové fáze     | 18. 6. | Rakousko   | 90               | 1                | 1:0      |
| Itálie       | 1978 | 3 zápas semifinálové fáze     | 21. 6. | Nizozemsko | 90               | 0                | 1:2      |
| Itálie       | 1978 | Zápas o 3. místo              | 24. 6. | BRA        | 90               | 0                | 1:2      |
| Itálie       | 1982 | 1 zápas v první skupin. fáze  | 14. 6. | Polsko     | 90               | 0                | 0:0      |
| Itálie       | 1982 | 2 zápas v první skupin. fáze  | 18. 6. | Peru       | 45               | 0                | 1:1      |
| Itálie       | 1982 | 3 zápas v první skupin. fáze  | 23. 6. | Kamerun    | 90               | 0                | 1:1      |
| Itálie       | 1982 | 1 zápas ve druhé skupin. fáze | 29. 6. | Argentina  | 80               | 0                | 2:1      |
| Itálie       | 1982 | 2 zápas ve druhé skupin. fáze | 5. 7.  | Brazílie   | 90               | 3                | 3:2      |
| Itálie       | 1982 | Semifinále                    | 8. 7.  | Polsko     | 90               | 2                | 2:0      |
| Itálie       | 1982 | Finále                        | 11. 7. | NSR        | 90               | 1                | 3:1      |
| Itálie       | 1986 | Nehrál žádné utkání           |        |            |                  |                  |          |

## Úspěchy

### Klubové
- 2× vítěz italské ligy (1981/82, 1983/84)
- 1x vítěz 2. italské ligy (1976/77)
- 1× vítěz italského poháru (1982/83)
- 1× vítěz Ligy mistrů (1984/85)
- 1× vítěz Poháru PVP (1983/84)
- 1× vítěz evropského superpoháru (1984)

### Reprezentační
- 3× na MS (1978, 1982 - zlato, 1986)
- 1× na ME 21 (1978)

### Individuální
- Zlatý míč (1982)
- 1× nejlepší střelec na MS (1982 – 6 branek)
- 1× nejlepší hráč na MS (1982)
- 2× All Stars Team MS (1978, 1982)
- Nejlepší střelec Serie A (1977/78)
- Nejlepší střelec Serie B (1976/77)
- vítěz ankety Onze d'or (1982)
- Uveden do síně slávy Italského fotbalu (2016)
- Uvedeno ocenění Golden Foot (2007)

### Vyznamenání
Zlatý límec pro sportovní zásluhy (19.12. 2017)